# Chondrorhyncha hirtzii
Chondrorhyncha hirtzii är en orkidéart som beskrevs av Dodson. Chondrorhyncha hirtzii ingår i släktet Chondrorhyncha och familjen orkidéer. Inga underarter finns listade i Catalogue of Life.